# 1172 (szám)
Az 1172 (római számmal: MCLXXII) az 1171 és 1173 között található természetes szám.

## A szám a matematikában
A tízes számrendszerbeli 1172-es a kettes számrendszerben 10010010100, a nyolcas számrendszerben 2224, a tizenhatos számrendszerben 494 alakban írható fel.
Az 1172 páros szám, összetett szám. Kanonikus alakja 22 · 2931, normálalakban az 1,172 · 103 szorzattal írható fel. Hat osztója van a természetes számok halmazán, ezek növekvő sorrendben: 1, 2, 4, 293, 586 és 1172.
Az 1172 egyetlen szám valódiosztó-összegeként áll elő, ez az 1171².

## Csillagászat
- 1172 Äneas kisbolygó